# Mirosław Baka
Mirosław Michał Baka (sinh ngày 15 tháng 12 năm 1963 tại Ostrowiec Świętokrzyski) là một diễn viên người Ba Lan.

## Sự nghiệp
Mirosław Baka tốt nghiệp Học viện Nghệ thuật Sân khấu Quốc gia AST ở Kraków - Chi nhánh Wrocław vào năm 1988. Ông diễn xuất trên sân khấu tại Nhà hát kịch Cyprian Norwid ở Jelenia Góra (1987-1988) và Nhà hát Wybrzeże ở Gdańsk (từ năm 1988).
Ngoài sự nghiệp diễn xuất trên sân khấu, Mirosław Baka còn là gương mặt quen thuộc trong hàng chục bộ phim điện ảnh và phim truyền hình Ba Lan. Trong đó, ông nổi tiếng với các bộ phim như:Dekalog V (1989), Chłopaki nie płaczą (2000), Reich (2001), hay Fala zbrodni (2003).
Năm 2014, Mirosław Baka được Bộ Văn hóa và Di sản Quốc gia (Ba Lan) trao tặng Huy chương bạc Huy chương Công trạng về văn hóa - Gloria Artis vì những cống hiến nổi bật cho văn hóa Ba Lan cùng những thành tựu trong sáng tạo nghệ thuật.

## Đời tư
Mirosław Baka kết hôn với nữ diễn viên Joanna Kreft vào năm 1988 và có với nhau hai người con trai.

## Thành tích nghệ thuật
Dưới đây liệt kê các phim điện ảnh và phim truyền hình có sự góp mặt của Mirosław Baka:
- 1985: Daleki dystans – Andrzej
- 1987: Krótki film o zabijaniu – Jacek Łazar
- 1987: Ballada o Januszku – Kolega Januszka
- 1988: Dekalog V – Jacek Łazar
- 1989: Lepiej jest tam, gdzie nas nie ma – Jerzy
- 1989: Chce mi się wyć – Marek
- 1991: Nad rzeką, której nie ma – Wódz
- 1991: Obywatel świata – Andrzej
- 1991: Ostkreuz – Darius
- 1991: Cień na śniegu – Sandor Gaspar
- 1991: All of me – Hubert Miras
- 1992: Pierścionek z orłem w koronie – Tatar
- 1992: Vaterland – Wojtek
- 1993: Śliczna dziewczyna
- 1993: Polski crash – Józef Malik
- 1993: Auf eigene gefahir
- 1994: Miasto prywatne – Dziurga
- 1994–1995: Radio Romans – Antoni Wereszczaka
- 1995: Gnoje – Mały
- 1996: Krystalbarnet
- 1996: Autoportret z kochanką
- 1998: Amok – Max
- 1998: Demony wojny według Goi – Cichy
- 1999: Lot 001
- 1999: Ostatnia misja – Bruno Wiśniewski
- 2000: Chłopaki nie płaczą
- 2000: Wyrok na Franciszka Kłosa – Franciszek Kłos
- 2000: Na dobre i na złe – Tomasz Wejchert
- 2000: Piotrek zgubił dziadka oko, a Jasiek chce dożyć spokojnej starości
- 2001: Miasteczko
- 2001: Reich – Andre
- 2001: Tam i z powrotem – Wiesław Król
- 2001: Tam, gdzie żyją Eskimosi
- 2003: Zaginieni – Kubak
- 2003–2008: Fala zbrodni – Igor "Szajba" Szajbiński
- 2003: Bao-Bab, czyli zielono mi
- 2004: Glina – Aleksander Zawierski
- 2005: Wróżby kumaka
- 2005: Droga Molly
- 2005: Kryminalni – Mariusz Karliński
- 2006 – 2008: Pierwsza miłość – Józef Szota
- 2006: Wstyd – Tomasz Fedorowicz
- 2007: Regina – Wiktor Boruta
- 2007: Pamiętasz mnie?
- 2007: Na boso – Przemek
- 2007−2008: Pitbull – Czesiek Rosłoń
- 2007−2008: Niania
- 2008: Wiosna 1941 – Stefan
- 2008: Kup teraz – aktor w filmie Zombi ci flaszkę wybombi
- 2009: Balladyna – Kirkor
- 2009−2010: Tancerze – Bernard Kruk
- 2009: Smutna – Paweł
- 2009: Piotrek trzynastego
- 2010: Czas honoru – Sorokin
- 2010: 1920. Wojna i miłość – Józef Piłsudski
- 2011: Prosto z nieba
- 2011: 80 milionów
- 2012: Sęp – Mariusz Rajski
- 2012: Na krawędzi
- 2012: Lubię mówić z tobą
- 2013: Tajemnica Westerplatte
- 2013: Wałęsa. Człowiek z nadziei – Klemens Gniech
- 2013: Prawo Agaty – Krzysztof Majewski
- 2013: Biegnij, chłopcze, biegnij – Mateusz Wróbel
- 2014: Jack Strong – Putek
- 2015: Chemia
- 2016: Na Wspólnej – Janusz Szymaniak
- 2017–2018: Barwy szczęścia – Jakub Nasielski
- 2017: Ojciec Mateusz – Paweł Lipka
- 2019: Kurier – Tadeusz Pełczyński
- 2019: Legiony – Stanisław "Król" Kaszubski
- 2020: Psy 3. W imię zasad